# Tilman Sillescu
Tilman Sillescu est un compositeur et sound designer allemand né à Francfort. Il est particulièrement reconnu pour son travail pour le jeu vidéo et en particulier pour les musiques des séries Anno et Sacred, de The Settlers 7  ou encore Crysis 2.
Il crée en 2001 (avec Pierre Langer) la société Dynamedion, spécialisée dans la composition pour le jeu vidéo et la télévision et devenue la principale société de production musicale et de sound design du marché du jeu vidéo européen.
Sa musique est notamment récompensée en 2007 par la Game Audio Network Guild pour le thème principal de Paraworld ; en 2008 c'est celle de l'extension d'Anno 1701 qui reçoit les honneurs de PC Games ; en 2011 les European Games Awards sélectionnent la musique de Crysis 2 comme "Meilleure Bande Originale" (prix partagé avec Borislav Slavov).

## Compositions pour le jeu vidéo
| 2023 - Company of Heroes 3 2019 - Tropico 6 2018 - Shadows : Awakening (en) 2016 - Total War : Warhammer 2015 - Mortal Kombat X 2014 - Sacred 3 2013 - Ryse: Son of Rome 2012 - Kinect Héros : Une aventure Disney-Pixar - Risen 2 2011 - Anno 2070 - Black Prophecy (en) - Crysis 2 2010 - Arcania: Gothic 4 et son extension - Black Sails (en) - Kane and Lynch 2: Dog Days - The Settlers 7 - Venetica | 2009 - Anno 1404 et son extension - BattleForge - Runes of Magic 2008 - Crazy Machines 2 (en) - Drakensang : L'Œil noir - Legend : Hand of God - Mortal Kombat vs. DC Universe - Sacred 2 2007 - Silverfall 2006 - Anno 1701 - Darkstar One - The Guild 2 - ParaWorld - Secret Files: Tunguska - SpellForce 2: Shadow Wars et son extension 2004 - The Moment of Silence 2003 - Europa 1400 : Les Marchands du Moyen Âge (alias The Guild) - No Man's Land - SpellForce: The Order of Dawn et ses 2 extensions |